# Béatrice Taykio'o Hamidou
Pour les articles homonymes, voir Hamidou.
 (mars 2025).
Motif : Notoriété ? Les sources secondaires n'y sont pas et les affirmations sont invérifiables
- Archive Wikiwix
- Bing
- Cairn
- DuckDuckGo
- E. Universalis
- Gallica
- Google
- G. Books
- G. News
- G. Scholar
- Persée
- Qwant
- (zh) Baidu
- (ru) Yandex
- (wd) trouver des œuvres sur Wikidata

| 1. | Préciser le motif de la pose du bandeau. | Précisez le motif de la pose du bandeau en utilisant la syntaxe suivante : {{admissibilité à vérifier\|date=mai 2025\|motif=remplacez ce texte par le motif}}                                  |
| 2. | Informer les utilisateurs concernés.     | Pensez à avertir le créateur de l'article, par exemple, en insérant le code ci-dessous sur sa page de discussion : {{subst:avertissement admissibilité à vérifier\|Béatrice Taykio'o Hamidou}} |

 (mars 2025).
La mise en forme du texte ne suit pas les recommandations de Wikipédia : il faut le « wikifier ».
Les points d'amélioration suivants sont les cas les plus fréquents :
- Les titres sont pré-formatés par le logiciel. Ils ne sont ni en capitales, ni en gras.
- Le texte ne doit pas être écrit en capitales (les noms de famille non plus), ni en gras, ni en italique, ni en « petit »…
- Le gras n'est utilisé que pour surligner le titre de l'article dans l'introduction, une seule fois.
- L'italique est rarement utilisé : mots en langue étrangère, titres d'œuvres, noms de bateaux, etc.
- Les citations ne sont pas en italique mais en corps de texte normal. Elles sont entourées par des guillemets français : « et ».
- Les listes à puces sont à éviter, des paragraphes rédigés étant largement préférés. Les tableaux sont à réserver à la présentation de données structurées (résultats, etc.).
- Les appels de note de bas de page (petits chiffres en exposant, introduits par l'outil «  Source ») sont à placer entre la fin de phrase et le point final[comme ça].
- Les liens internes (vers d'autres articles de Wikipédia) sont à choisir avec parcimonie. Créez des liens vers des articles approfondissant le sujet. Les termes génériques sans rapport avec le sujet sont à éviter, ainsi que les répétitions de liens vers un même terme.
- Les liens externes sont à placer uniquement dans une section « Liens externes », à la fin de l'article. Ces liens sont à choisir avec parcimonie suivant les règles définies. Si un lien sert de source à l'article, son insertion dans le texte est à faire par les notes de bas de page.
- La présentation des références doit suivre les conventions bibliographiques. Il est recommandé d'utiliser les modèles {{Ouvrage}}, {{Chapitre}}, {{Article}}, {{Lien web}} et/ou {{Bibliographie}}. Le mode d'édition visuel peut mettre en forme automatiquement les références.
- Insérer une infobox (cadre d'informations à droite) n'est pas obligatoire pour parachever la mise en page.

Pour une aide détaillée, merci de consulter Aide:Wikification.
Si vous pensez que ces points ont été résolus, vous pouvez retirer ce bandeau et améliorer la mise en forme d'un autre article.
Béatrice Taykio'o Hamidou est une athlète camerounaise spécialisée dans la marche athlétique. Elle est médaillée d'argent aux Jeux de la Francophonie et a représenté le Cameroun dans plusieurs compétitions internationales.

## Biographie
Béatrice Taykio'o Hamidou est née le 1er janvier 2000. Elle a commencé sa carrière sportive au sein des Forces Armées et Police (FAP), où elle s'est spécialisée dans la marche athlétique. Grâce à son talent et à son dévouement, elle est devenue l'une des figures emblématiques de l'athlétisme camerounais.

## Carrière sportive
Béatrice Taykio'o Hamidou a participé à plusieurs compétitions internationales, notamment les Jeux de la Francophonie, où elle a remporté une médaille d'argent. Elle détient également un record personnel de 53 min 53 s sur 10 km marche, réalisé le 3 mars 2024. En 2023, elle a établi un temps de 1 h 54 min 35 s sur 20 km marche, une performance remarquable dans sa discipline.

## Palmarès
- Médaille d'argent aux Jeux de la Francophonie
- Record personnel : 10 km marche en 53 min 53 s (3 mars 2024)
- Record personnel : 20 km marche en 1 h 54 min 35 s (4 août 2023)

## Impact et héritage
Béatrice Taykio'o Hamidou est une source d'inspiration pour de nombreux jeunes athlètes au Cameroun. Son engagement et ses performances ont contribué à promouvoir la marche athlétique dans son pays.

## Pages associées
- Records du Cameroun d'athlétisme
- Jean-David Franz
- Hervé Nzossié